# Sword and sorcery
Sword and sorcery (S&S; letterlijk: zwaard en toverij) is een subgenre van de fantasy en komt in vele media voor, waaronder (strip)boeken, films, bord-, computer- en rollenspellen. Gevechtsactie en toverij zijn de centrale elementen in dit genre. De verhaallijn draait vrijwel altijd om het persoonlijke gevecht van een eenling of een kleine groep, in tegenstelling tot de vaak wereldbedreigende gevaren in het algemene fantasygenre.

## Oorsprong
Net als fantasy stamt ook Sword & Sorcery van de Griekse- en Noordse mythologie af. Ook de verhalen uit Duizend-en-één nacht hebben veel overeenkomsten met het genre. De eerste moderne Sword & Sorcery-schrijvers waren Lord Dunsany (Het fort onneembaar), Clark Ashton Smith (Zothique) en vooral Robert E. Howard (Conan de Barbaar). Zijn verhalen in het pulpblad Weird Tales zorgden voor een grote populariteit van het genre.
De term Sword & Sorcery werd in 1961 bedacht door de Amerikaanse schrijver Fritz Leiber als antwoord op de term Epic Fantasy, die de Britse schrijver Michael Moorcock had voorgesteld.

## Voorbeelden van Sword & Sorcery

### Boekenselectie
- Lord Dunsany - de koningsdochter van Elfenland
- Eric Rucker Eddison - De Worm Ouroboros (boek)
- Robert E. Howard - Conan de Barbaar (boekenserie)
- Clark Ashton Smith - Zothique (boekenserie)
- Fritz Leiber - Fafhrd en de Grijze Muizer (de 'zwaarden'-serie)
- Jack Vance - De drakenruiters
- Jack Vance - De ogen van de overwereld
- Wim Gijsen - Iskander de dromendief
- Peter Schaap - De schrijvenaar van Thyll
- Tanith Lee - Cyrion
- Margaret Lindholm - Moordenaar des Konings

### Filmselectie
- Die Nibelungen
- The 7th Voyage of Sinbad
- The Golden Voyage of Sinbad
- Dragonslayer
- Conan the Barbarian
- Conan the Destroyer
- Red Sonja
- The Princess Bride
- Dragonheart
- The Scorpion King

### Televisieseries
- Dungeons & Dragons tekenfilmserie
- Hercules: The Legendary Journeys
- Xena: Warrior Princess

### Spellenselectie
- Dungeons & Dragons (rollenspel)
- The Legend of Zelda (computerspellen serie)
- Baldur's Gate (computerspellen serie)
- Warhammer (bordspel)